# Поступаленко Антон Андрійович
Антон Андрійович Поступаленко (нар. 28 серпня 1988, Харків, УРСР, СРСР) — український футболіст, півзахисник. Екс-гравець молодіжної збірної України.

## Клубна кар'єра
Вихованець харківських ДЮСШ-13 та УФК № 1. У складі «Металіста» з 2005 року. У чемпіонаті України дебютував 26 квітня 2008 року в матчі «Кривбас» — «Металіст» (0:3). У підсумку не зміг пробитись до основи «Металіста» і змушений був грати в оренді в «Закарпатті», а з початку 2011 року став виступати в оренді за алчевську «Сталь» у Першій лізі. Улітку 2012 року «сталевари» викупили контракт гравця, який став одним з лідерів алчевського колективу.
У липні 2014 року разом зі своїми одноклубниками Олександром Акименком та Ігорем Солдатом перебрався в Прем'єр-лігу, підписавши контракт з донецьким «Металургом». Проте основним гравцем у команді так і не став.
Улітку 2015 року «Металург» оголосив себе банкрутом, і вакантне місце в Прем'єр-лізі України посіла дніпродзержинська «Сталь», куди й перейшов Поступаленко, взявши собі 17 номер. 25 липня дебютував за нову команду в матчі чемпіонату проти львівських «Карпат», вийшовши на заміну на 51 хвилині замість Володимира Гоменюка. Проте, провівши на полі лише 19 хвилин, був замінений на Євгена Будніка. Після цього Антон виступав виключно в чемпіонаті дублерів. 17 серпня 2015 року було повідомлено, що контракт гравця з клубом розірвано.
20 серпня 2015 року на правах вільного агента перейшов до донецького «Олімпіка», з яким підписав контракт на два роки. У грудні 2017 року залишив клуб.
11 січня 2018 року Поступаленко перейшов до рівненського «Вереса», але невдовзі розірвав контракт. Згодом перейшов до білоруської команди Торпедо-БелАЗ, за яку зіграв 12 матчів, після чого розірвав контракт.
Влітку 2019 року став гравцем аматорського клубу ЛНЗ з міста Лебедин Черкаської області.
У серпні 2020 року повернувся до Харкова, підписавши контракт з новоствореним «Металом», який у червні наступного року було перейменовано на «Металіст».
9 липня 2022 року оголосив про завершення кар'єри футболіста. Планує зайнятися агентською діяльністю.

## Виступи в збірній
У складі збірної України U-19 дебютував 3 і 5 травня в Словенії, де команда провела дві товариських гри з однолітками збірної цієї країни. 